# Nereis caudata
Nereis caudata är en ringmaskart. Nereis caudata ingår i släktet Nereis och familjen Nereididae. Inga underarter finns listade i Catalogue of Life.